# Paulo Bellini
Paulo Bellini (Caxias do Sul, 15 de janeiro de 1927 — Caxias do Sul, 15 de junho de 2017) foi um empresário brasileiro, notório por fundar a marca de carrocerias de ônibus Marcopolo.

## Biografia
Vindo de uma família de oito irmãos, teve uma infância tranquila, suportado por seu pai, empresário, diretor da Eberle.
Já maior de idade, deixou a cidade natal e foi estudar em Porto Alegre, onde se formou contador. Iniciou suas atividades em 1949 como sócio-gerente, na fundação de uma fábrica de carrocerias junto com os irmãos Nicola - a Nicola & Cia que mais tarde seria rebatizada com a marca atual, Marcopolo, nome de um dos modelos que a empresa apresentou no salão do automóvel de 1968. Passou a ocupar, em 1954, o cargo de Diretor Gerente e em 1971 foi eleito Diretor Presidente, em 1977 passou a acumular este cargo com o de  presidente do conselho de administração. Deixou o cargo para Mauro Gilberto Bellini, seu filho, tornando-se presidente emérito.
Em 1992 recebeu o título de Administrador do Ano, prêmio concedido pela AANERGS (Associação dos Administradores da Região Nordeste do Rio Grande do Sul).
Presidiu diversas entidades de Caxias do Sul, como o Sindicato das Indústrias Metalúrgicas, Mecânicas e de Material Elétrico, o Centro da Indústria Fabril, a Associação Comercial e Industrial e o Conselho Superior da Câmara de Indústria, Comércio e Serviços. 
Em 2004 recebeu do Governo Federal a Medalha do Conhecimento. Foi vencedor do prêmio Top Ser Humano 2009.
Em 2012 lançou um livro contando suas memórias, intitulado Marcopolo: Sua viagem começa aqui.
Em 21 de agosto de 2013, aos 81 anos, morreu sua esposa Maria Célia Bellini, com quem teve dois filhos: Mauro e James. Paulo morreu em 15 de junho de 2017, aos 90 anos de falência múltipla de órgãos.